# Vincent Nogueira
Vincent Nogueira (Besançon, 16 januari 1988) is een Frans voetballer (middenvelder) van Portugese afkomst die tot 2014 voor de Franse eersteklasser FC Sochaux uitkwam. Nogueira speelde in 2009 één wedstrijd voor de Franse beloften.